# Войцех из Брудзева
Во́йцех из Брудзе́ва (или Во́йцех Брудзе́вский, пол. Wojciech Brudzewski; 1445, Брудзево близ Калиша ― 1497, Вильна) ― польский астроном, математик, богослов и философ

. В своих трудах он подписывался как Альберт Брудзевский (лат. Albertus de Brudzewo).

## Биография
Первоначальное образование получил в Опочно. В 1469 году — студент Краковского (Ягеллонского) университета. В 1470 году получил учёную степень бакалавра, в 1474 ― магистра. С 1476 года профессор математики и астрономии этого же университета. В 1485 — декан факультета свободных искусств. Занимался также вопросами богословия, в 1490 году получил степень бакалавра теологии.
Преподавал в университете 20 лет, являясь некоторое время прокурором (управляющим имуществом академии). Николая Коперника принято считать учеником Войцеха из Брудзева, хотя вряд ли он слушал его лекции по астрономии: в 1490 году Войцех из Брудзева перешел на теологический факультет университета, где занял кафедру по изучению философских трудов Аристотеля. Но Коперник в своих работах творчески использовал новые идеи профессора.
Вместе со своим слушателем, впоследствии выдающимся немецким гуманистом Конрадом Цельтисом, основал научное литературное общество, известное под названием Sodalitas Vistulana (Надвислянское общество), куда входили молодые профессора и магистры университета, образованные горожане. Здесь устраивались дискуссии, посвященные античной литературе, поэзии и философии, истории, географии.
В 1495 году по приказу кардинала Польши Фредерика Ягеллона (видимо, в связи с планами католической церкви в отношении Великого княжества Литовского) Войцех переезжает в Вильну, где служит секретарём у великого князя литовского Александра, ставшего впоследствии также королём польским. Наряду с Войцехом в то время в ближайшее окружение великого князя Александра входили будущий канцлер Ян Лаский, Эразм Толедо, Якуб из Вильны (будущий епископ жемайтский), выходец из Берестейщины Иван Сапега, Фёдор Янушкевич (будущий маршалок волынский) и другие незаурядные люди.

## Научные взгляды
Войцех из Брудзева хорошо был знаком с «Альмагестом» Птолемея и многими научными трактатами арабских астрономов, а из средневековых научных трудов ценил «Новые теории планет» (1472) австрийского астронома Георга Пурбаха, содержавшие свободное от вековых наслоений изложение геоцентрической теории строения мира как она была создана во II веке н. э. Птолемеем.
В 1482 году Войцех из Брудзева написал к книге Пурбаха комментарий, получивший высокую оценку у современных ему астрономов. Этот комментарий вошел в список предметов, которые регулярно преподавались в Краковском университете. Таким образом «Теории планет» Герарда Меркатора из Саббионетты были вытеснены в Краковском университете «Новыми теориями планет» Пурбаха. Комментируя «Альмагест» Птолемея, Войцех из Брудзева высказал сомнения в существовании сложных сочетаний кругов в теории эксцентриков и эпициклов. Кроме того, он разделял учение парижского схоластика Жана Буридана о движении. Вопреки представлениям Аристотеля, что движение совершается под действием силы, непрерывно воздействующей на тело, Буридан утверждал, что для движения достаточно первоначального импульса. Это было предвосхищением закона инерции. Как приверженец буридановской школы, Войцех из Брудзева утверждал, что движения имеют относительный характер. 
Позже эта точка зрения получила полное развитие в его работах. Войцех из Брудзева понимал, что Солнце занимает особое положение среди планет, но не мог еще отказаться от геоцентрической системы строения мира. Однако он первый в Европе заявил, что Луна движется по эллипсу и обращена к Земле только одной стороной.
В 1491 году, один из его студентов, по имени Николай Коперник, будет изучать астрономию по его комментариям.
Войцех составил таблицы для расчёта положения небесных тел, ряд астрологических календарей с предсказаниями на основе движения планет и затмений. Один из первых заметил противоречия в геоцентрической теории Птолемея. В своих астрономических суждениях опирался на Аристотеля и Аверроэса. Написал несколько трудов по астрологии, в том числе астрологический канон «Iudicium nativitatis» и «Comportacio pro eleccione». Ему также приписывается трактат, посвящённый ректификации натальных карт.

## В массовой культуре
Войцех Брудевский появлялся как главный герой финальной части манги 2020 года  «О движении земли» , адаптированной в аниме в 2024 году студией Madhouse.

## Письма. Сочинения
- Commentaria utilissima in theoricis planetarum, Milano 1495, drukarnia U. Seizenzeler Conciliator (1494—1495), traktat prawdopodobnie teologiczny, zaginął.
- Tabulae de mediis et veris motibus planetarum super meridianum Pragensem, nie wydany rękopis, Bodlejany Canon Misc. 499, k. 72-118.
- List do K. Celtesa, 1492, Kraków (ogł. w: J. Fritz «List Brudzewskiego do Celtisa», Eos 1911).
- List od Jana Ursinusa, 22 listopada 1493 lub 1494 (ogł. w: J. Ursinus Modus epistolandii, Norymberga 1495—1496, drukarnia K. Hochfeder.
- Materiały do dziejów działalności uniwersyteckiej (zob. Conclusiones Uniwersitatis Cracoviensis ab anno 1441 ad annum 1589, wyd. H. Barycz, Kraków 1933).

## Память
- Несколько улиц в Польше, названных именем Войцеха из Брудзева.
- Памятник в Брудзеве.
- В кинематографе: польский фильм «Коперник» (1972).